# Aartsbisdom Rouen
Het Aartsbisdom Rouen (Latijn: Archidioecesis Rothomagensis; Frans: Archidiocèse de Rouen) is een van de 15 Franse rooms-katholieke aartsbisdommen. Het aartsbisdom beslaat het grootste deel van Normandië.
Volgens de legende werd het bisdom opgericht door Nicaisius, een leerling van de heilige Dionysius van Parijs, die de marteldood stierf na zijn aankomst in Normandië. Vermoedelijk rond 744 werd het een aartsbisdom met het aantreden van Grimo. Aartsbisschop Franco doopte in 911 Rollo van Normandië. De aartsbisschoppen waren betrokken bij de Normandische verovering van Engeland in 1066. Normandië werd door Frankrijk in 1204 geannexeerd en Rouen werd later door Engeland bezet van 1419 tot 1449 tijdens de Honderdjarige Oorlog. In 1562 werd de stad korte tijd bezet door de hugenoten tijdens de Franse godsdienstoorlogen. 
De suffragaanbisdommen van Rouen in de middeleeuwen waren Évreux, Avranches, Sées, Bayeux, Lisieux en Coutances. 
Tegenwoordig zijn er vijf suffraganen:
- Bisdom Bayeux-Lisieux
- Bisdom Coutances
- Bisdom Évreux
- Bisdom Le Havre
- Bisdom Sées

De kathedraal van het aartsbisdom is de 13e-eeuwse gotische kathedraal van Rouen, die zwaar beschadigd werd tijdens de Tweede Wereldoorlog. De huidige aartsbisschop is de in 1957 in Rouen geboren Dominique Lebrun, die in 2015 Jean-Charles Descubes opvolgde.

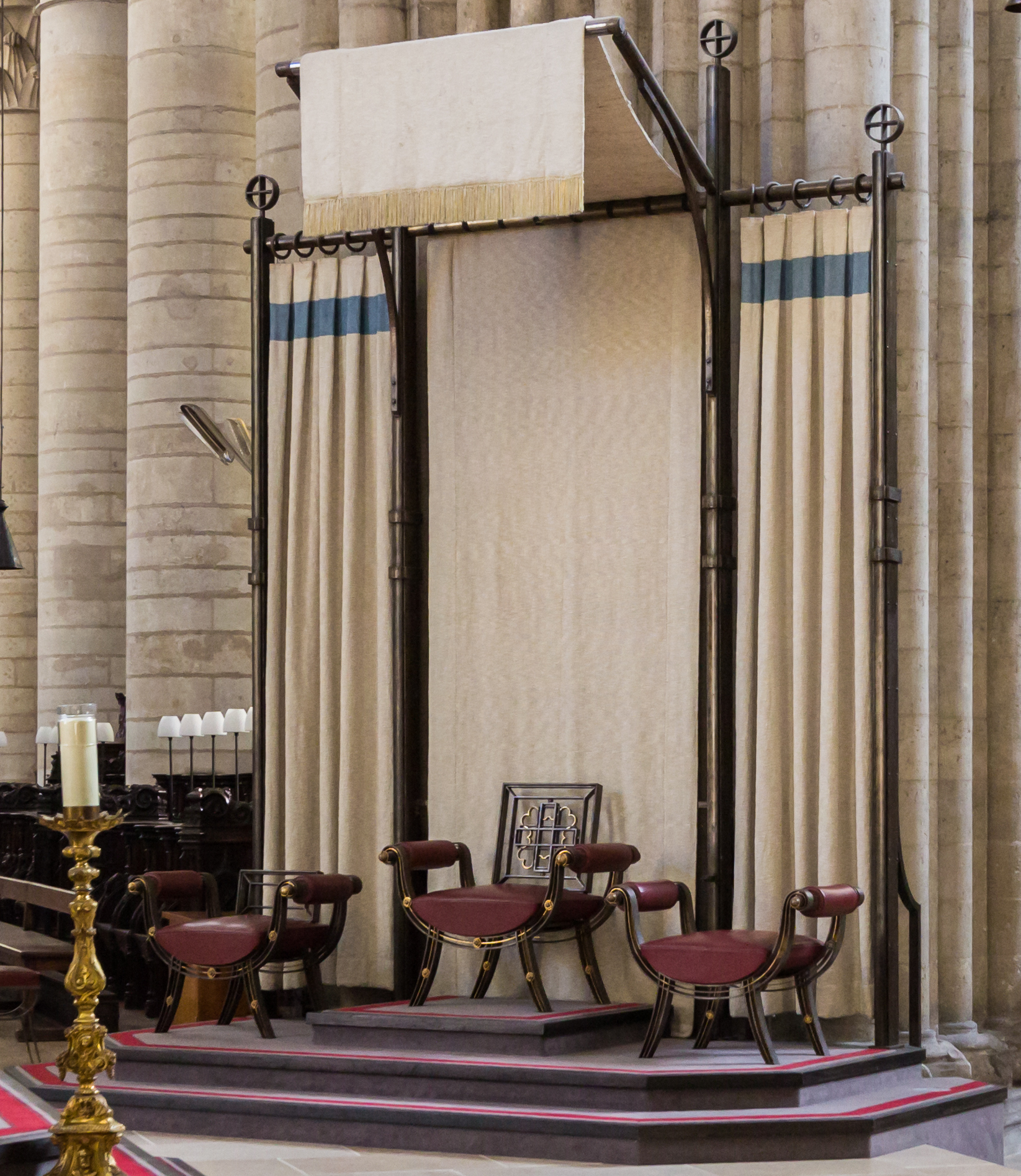
Cathedra in de kathedraal van Rouen
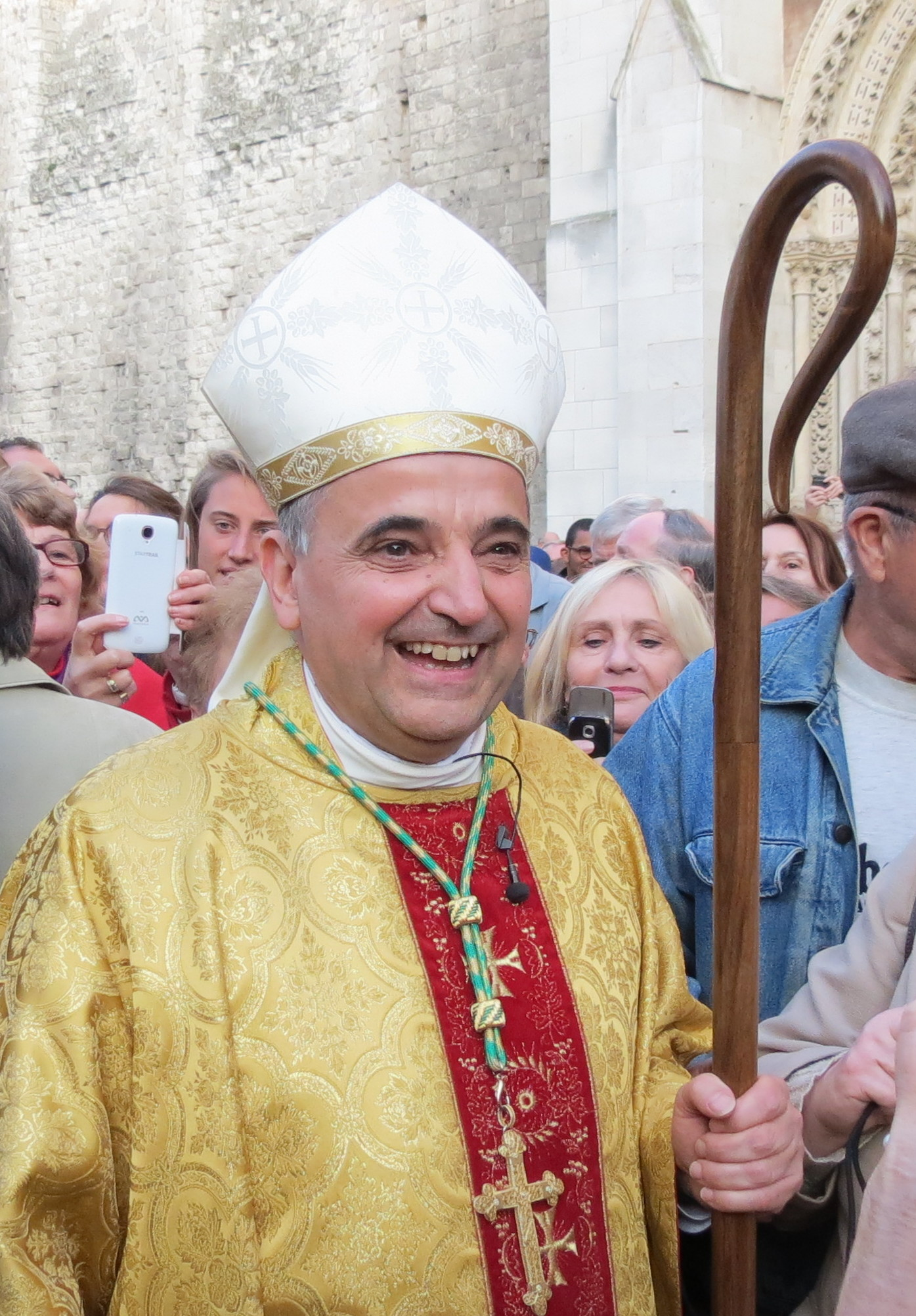
Mgr. Lebrun bij zijn inauguratie in 2015